# 新建河站
新建河站是陇海铁路下行线上的一座铁路车站，位于陕西省宝鸡市陈仓区凤阁岭镇建河村。该站是2003年宝天二线建设时新增的越行站，隶属于西安铁路局宝鸡车务段。车站不办理货运业务；客运仅有8359次通勤列车单向停靠，不办理联网售票（该站到发的车票亦无法通过联网售票系统购买），乘客需要上车补票。

## 概况
车站站场呈西北—东南走向，设股道3条（其中正线1股，侧线2股），站房设于线左，有短站台1座。车站上下行区间均为单线，区间及站内均已电气化。上行正线（老线）在站场东北设建河站，相距约400米，两线间无连接。